# Tulsa Jesus Freak
Tulsa Jesus Freak è un singolo della cantante statunitense Lana Del Rey, pubblicato il 26 marzo 2021 come terzo estratto dal settimo album in studio Chemtrails over the Country Club.

## Descrizione
Lana Del Rey ha scritto Tulsa Jesus Freak nel 2019 e ne ha condiviso una breve anteprima sui suoi account social il 7 agosto 2020. Nel testo viene ripetuto "white hot forever", il titolo originale di Chemtrails over the Country Club. L'ispirazione è probabilmente Sean "Sticks" Larkin, che fra il 2019 e il 2020 ha avuto una relazione con la cantante, la quale ha trascorso del tempo nella sua città natale di Tulsa in Oklahoma.
Il brano si distingue dalle altre tracce dell'album per l'uso massiccio dell'Auto-Tune, un software di distorsione vocale, elemento tipico della musica hip hop.

## Formazione
Musicisti
- Lana Del Rey – voce
- Jack Antonoff – chitarra, sintetizzatore, Model D, basso elettrico, percussioni, batteria

Produzione
- Jack Antonoff – produzione, missaggio
- Lana Del Rey – produzione
- Laura Sisk – ingegneria del suono, missaggio
- John Rooney – assistenza all'ingegneria del suono
- John Sher – assistenza all'ingegneria del suono
- Chris Gehringer – mastering

## Classifiche
| Classifica (2021) | Posizione massima |
| ----------------- | ----------------- |
| Belgio (Fiandre)  | 96                |
| Irlanda           | 57                |
| Portogallo        | 186               |
| Regno Unito       | 81                |